# 玫緹卡·吉勒諾拉帕
玫緹卡·吉勒諾拉帕（羅馬化：Methika Jiranorraphat，1999年6月19日—），原名為拉米妲·吉勒諾拉帕（羅馬化：Ramida Jiranorraphat），小名Jane，汉名葉芷妤，臺泰混血的臺灣裔泰國人，出生於泰國曼谷。為泰國新生代女演員及歌手，2014年泰國妙齡小姐季軍。代表作有《青蔥媽媽》、《特長生》與《愛超越天際》等。

## 個人簡歷
Jane於1999年6月19日出生於泰國曼谷，為擁有台灣及泰國血統各半的混血兒，家中尚有兩名比她年長十年的姐姐。其中文名原為葉臻，後來改為葉芷妤。她在Sarasas Witaed Bangbon學校高中畢業後，於曼谷大學就讀傳播藝術系（2020年畢業）。
2014年，她獲得泰國妙齡小姐季軍，並在此之後加入演藝圈。其後，她於翌年陪同友人參與電視劇《為愛所困2》的試鏡，意外獲得評審青睞，在該劇飾演Tai一角，正式出道。
此後，她在2016年加入GMMTV成為該公司旗下的藝人，並以參演電視劇《Med in Love》（2017年）、《我親愛的失敗者之永遠幸福快樂》（2017年）、《青蔥媽媽》（2017年）、《特長生》（2018年）、《愛超越天際》（2019年）及《天使在身邊》（2020年）等劇的女主角角色成名。同時Jane為GMMTV旗下女子團體SIZZY的成員之一。
2024年10月16日，GMMTV宣布與Jane的合約已到期，並不再續約。同時，所屬女子音樂組合SIZZY也宣布解散 。

## 影視作品

### 電視劇
| 首播年份 | 戲名                             | 戲名   | 播放平台 | 角色                            | 備註                 |
| 首播年份 | 譯名                             | 原文名 | 播放平台 | 角色                            | 備註                 |
| 2015年   | 《為愛所困2》                    |        | MCOT HD  | Tai                             | 配角                 |
| 2015年   | 《這個學校遇到愛》               |        | MCOT HD  | Jane                            | 主演                 |
| 2015年   | 《單身公寓2》                    |        | One 31   | Ploen                           | 配角                 |
| 2016年   | 《青春追夢曲》                   |        | MCOT HD  | White                           | 主演                 |
| 2016年   | 《愛不單行》                     |        | One 31   | Kookai （青少年時期）           | 配角                 |
| 2016年   | 《王子學院之冷傲機師》           |        | GMM25    | Loma                            | 配角                 |
| 2017年   | 《王子學院之頑皮的藝術生》       |        | GMM25    | Loma                            | 配角                 |
| 2017年   | 《愛在醫學院》                   |        | One 31   | Kanomphing                      | 主演                 |
| 2017年   | 《王子學院之豪放文士》           |        | GMM25    | Loma                            | 配角                 |
| 2017年   | 《王子學院之單身律師》           |        | GMM25    | Loma                            | 配角                 |
| 2017年   | 《王子學院之瘋狂藝人》           |        | GMM25    | Loma                            | 配角                 |
| 2017年   | 《王子學院之非常政治》           |        | GMM25    | Loma                            | 配角                 |
| 2017年   | 《王子學院之雄心領袖》           |        | GMM25    | Loma                            | 配角                 |
| 2017年   | 《我親愛的失敗者之十七歲的你我》 |        | GMM25    | Peach                           | 主演                 |
| 2017年   | 《青蔥媽媽》                     |        | GMM25    | Fah                             | 主演                 |
| 2017年   | 《我親愛的失敗者之永遠幸福快樂》 |        | GMM25    | Peach                           | 特別出演 （第12集）  |
| 2018年   | 《特長生》                       |        | One 31   | Irin "Claire" Jaratpun / Medfai | 主演                 |
| 2019年   | 《狼計畫》                       |        | One 31   | Ping                            | 特別出演 （第5-6集） |
| 2019年   | 《愛超越天際》                   |        | GMM25    | Ple                             | 主演                 |
| 2020年   | 《天使在身邊》                   |        | GMM25    | Linrada （Lin）                 | 主演                 |
| 2020年   | 《特長生：畢業季》               |        | GMM25    | Irin Jaratpun （Claire）        | 主演                 |
| 2020年   | 《女人的覺醒：非常複雜》         |        | GMM25    | Lookmai                         | 主演                 |
| 2021年   | 《The Player：無人可信》         |        | GMM25    | Eve                             | 主演                 |
| 2022年   | 《巨星的小嬌妻》                 |        | GMM25    | Jomnaree （Cake）               | 主演                 |
| 2023年   | 《監獄學生》                     |        | GMM25    | White                           | 主演                 |
| 2024年   | 《Beauty Newbie》                |        | GMM25    | Faye                            | 配角                 |
| 待公布   | 《設計愛情》                     |        | 待公布   | Rin                             | 主演                 |

### 網路劇
| 首播年份 | 戲名               | 戲名   | 播放平台      | 角色   | 備註 |
| 首播年份 | 譯名               | 原文名 | 播放平台      | 角色   | 備註 |
| 2019年   | 《暗夜天罰：黑洞》 |        | Tencent Video | Dao    | 主演 |
| 2023年   | 《監獄學生》       |        | Prime         | White  | 主演 |
| 2025年   | 《瘋狂獨角獸》     |        | Netflix       | 徐曉雨 | 主演 |

### 電影
| 年份   | 片名         | 角色 | 備註 |
| 2018年 | 我的學科男神 | 江悦 | 主演 |

### 音樂錄影帶
| 年份   | 歌名                            | 歌手          | 合作藝人          | 來源  |
| 2023年 | 避風港 （พักอิงซบ）               | 邦古爾·蘇布松 | 彭提瓦特·唐萬查洛 | [ 5 ] |
| 2024年 | Comeback No Comeback （พูดไม่ฟัง） | DICE          | DICE              | [ 6 ] |
| 2025年 | 只是討回而已 （แค่เอาคืน）        | 古拉瑪·薩拉薩 | 素帕薩拉·他那差   |       |

## 音樂作品

### 翻唱
| 年份   | 歌名 | 歌名   | 合作藝人              | 原唱      |
| 年份   | 譯名 | 原文名 | 合作藝人              | 原唱      |
| 2022年 |      |        | 莎楠查娜·阿芘莎麥蒙空 | BLACKPINK |

## 外部連結
- 玫緹卡·吉勒諾拉帕的Instagram帳戶
- 玫緹卡·吉勒諾拉帕的X（前Twitter）
- 玫緹卡·吉勒諾拉帕的新浪微博
- YouTube上的玫緹卡·吉勒諾拉帕頻道（泰文）